# Glacier de la Culaz
Le glacier de la Culaz est un ancien glacier de France situé en Savoie, dans le massif de la Vanoise, sur la face occidentale du Grand Bec,. Il était voisin d'autres petits glaciers eux aussi disparus, le glacier du Grand Bec situé juste au nord et le glacier de la Vuzelle situé juste au sud.